# Hermócrates (diálogo)
Hermócrates ( /hɜ:r'mɒkrəˌti:z/ ; en griego: Ἑρμοκράτης) es un diálogo perdido hipotético, que se supone que es la tercera parte de una trilogía tardía de Platón junto con los diálogos del Timeo y Critias. Como Platón nunca completó el Critias por una razón desconocida, generalmente se supone que nunca comenzó a escribir el Hermócrates. En cualquier caso, es muy probable que las personas que habrían aparecido fueran las mismas que en los diálogos anteriores: Timeo, Critias, Hermócrates y Sócrates, y el compañero no identificado mencionado al comienzo del Timeo podría haber revelado su identidad. La intención de Platón de escribir este tercer diálogo se hace evidente entre otros, a partir del siguiente pasaje de Critias:

- Sócrates: Ciertamente, Critias, concederemos su solicitud [para hablar] y la concederemos anticipadamente a Hermócrates, así como a usted y Timeo.

Hermócrates solo tuvo una pequeña parte de la conversación en los diálogos anteriores. Desde que Critias relató la historia del Estado ideal en la antigua Atenas de hace nueve mil años, y por qué fue capaz de repeler la invasión del poder naval imperialista Atlántida, al referirse a relatos prehistóricos a través de Solón y los egipcios, podría haber sido la tarea de Hermócrates de contar cómo el poder naval imperialista, en el que se había convertido Atenas de la vida de Platón, había sufrido una amarga derrota en la expedición siciliana contra Siracusa y, finalmente, en la guerra del Peloponeso contra Esparta, ya que era un strategos siracusano durante la época de La expedición siciliana. La secuencia de nombres de los tres participantes en estos diálogos también podría tener un significado. El nombre de Timeo se deriva de la palabra griega τιμάω, que significa honrar a timaō ; el nombre de Critias se deriva de la palabra κρίσις, krisis significa juicio; y el nombre de Hermócrates, significa donado por Hermes, mensajero de los dioses. 

## En cultura popular
En el videojuego Indiana Jones and the Fate of Atlantis, el diálogo perdido de Platón es el Hermócrates. En el juego, el libro realmente existía en un manuscrito en inglés, traducido por uno de los personajes, y fue una herramienta importante para el Dr. Jones durante todo el juego. Sin embargo, su contenido trata sobre la ubicación de la Atlántida, la entrada a la ciudad y notas sobre sus habitantes y su cultura. 